# Кременянские Хутора
Кременянские Хутора (укр. Кремінянські Хутори) — село в Городокском районе Хмельницкой области Украины.
Население по переписи 2001 года составляло 19 человек. Почтовый индекс — 32047. Телефонный код — 3251. Код КОАТУУ — 6821283403.

## Местный совет
32048, Хмельницкая обл., Городокский р-н, с. Кременная